# Ritter Runkel
Ritter Runkel ist  eine von Hannes Hegen erfundene Hauptfigur neben den Digedags in der gleichnamigen Comic-Serie innerhalb der Zeitschrift Mosaik (Hefte 90 bis 151).

## Ritter Runkel im Mosaik
In der Serie sind die Digedags im 13. Jahrhundert Knappen des Ritters Heino Runkel von Rübenstein und gehen mit ihm auf Abenteuerfahrt nach Südeuropa, Kleinasien und Arabien.
Der verspätete Kreuzfahrer Runkel zeichnet sich durch Humor, Ungeschick, ein goldenes Herz und seine unverwüstlichen, gereimten Ritterregeln aus. An seiner Seite ist stets sein treues Ross Türkenschreck, das schon seinem Vater gehörte und somit bereits 35 Jahre zählt. Runkels Vater hat ihn mit übertriebenen Abenteuergeschichten seiner angeblichen Heldentaten zu dieser Reise animiert. Die angebliche Festung seines Vaters im Morgenland erweist sich vor Ort als kleine heruntergekommene Burg, die sein Vater an die Moslems nicht verpachtete, sondern verkaufte, um wieder nach Hause zu kommen. Die Heldentaten des Vaters erweisen sich vor Ort als geschönte Märchen.
Mit Glück und der Unterstützung der Digedags bereist Runkel von Venedig aus die islamische Welt bis zum Persischen Golf, trifft auf mongolische Krieger und Abgesandte des chinesischen Kaisers und übersteht alle Gefahren. Er findet mit der goldenen Prunkrüstung Alexanders des Großen einen wertvollen Schatz und kann schließlich wieder zu Hause das von ihm seit langem angebetete Burgfräulein Adelaide von Möhrenfeld als Gemahlin heimführen. Als krönender Abschluss wird Runkel durch seinen Lehnsherrn Herzog Eberhard den Beleibten zum Grafen ernannt.

## Ritter-Runkel-Romane
Der Autor der Digedags-Comics Lothar Dräger schrieb ab 2002 vier Romane über das Leben von Ritter Runkel und seinen Nachkommen.

## Ritter Runkel in Filmen und Serien
Ritter Runkel ist die Hauptfigur einer Webserie auf Youtube mit dem Titel "Die Rübensteins", die sich als Spin-Off der Ritter Runkel Comics versteht. "Die Rübensteins" präsentiert sich als die erste animierte Familien-Sitcom Deutschlands, wobei Dig und Dag als Knappen fungieren, wodurch die Figuren äußerlich zunächst wie eine Familie erscheinen, aber ihre Beziehungen nur bedingt die Eigenschaften einer Familie erfüllen. Die Serie wird produziert von David Wachsmuth und Digedags Entertainment GmbH in Potsdam. Für die künstlerische Umsetzung sowie das Schreiben der meist sehr kurzen Episoden zeichnet Karsten Prühl verantwortlich, der zudem die Figur des Grafen Kuck von Kuckucksberg einspricht. Das Spin-Off erlebt eine wachsende Gemeinschaft, auch bei vielen Fans der alten Serie, trotz des modernen Stils, der sich vom Original von Hannes Hegen und des Mosaik leicht unterscheidet. 